# AlReader
AlReader — програма читання електронних книг для мобільних операційних систем Android, WindowsCE а також настільних Win2000, WinXP і старше. Підтримує як формати електронних книг (FB2, Epub, mobi), так і електронних документів (doc, docx, odt, txt). Початково розроблялася для операційної системи Windows Mobile, з версії AlReader2 портована на Android.